# Viola (Portugal)

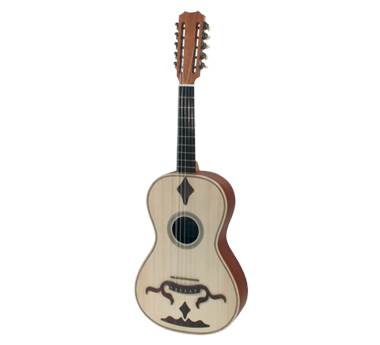
Viola braguesa

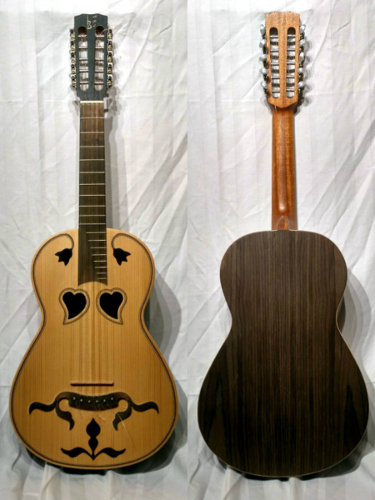
Viola amaratina

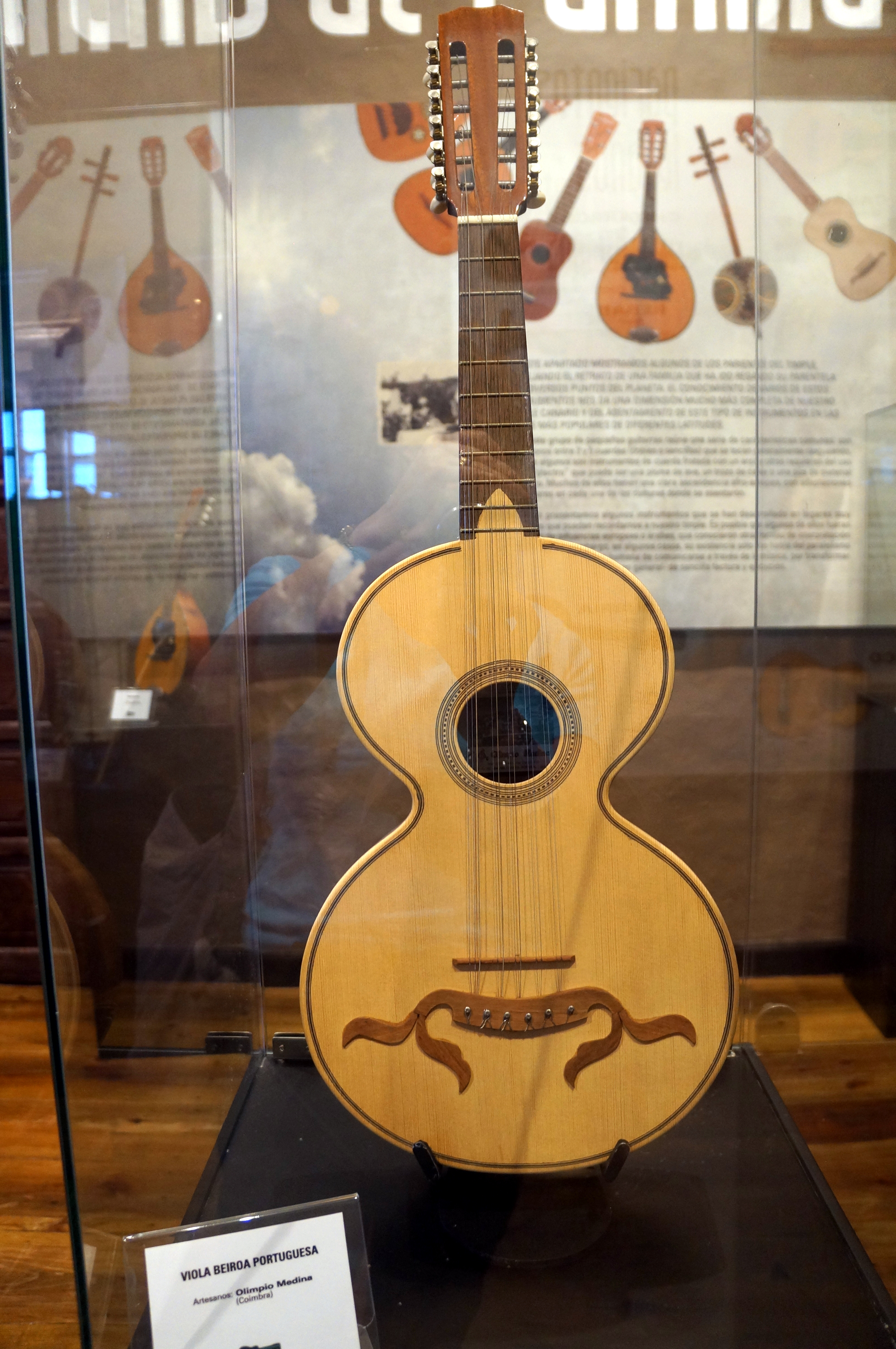
Viola beiroa

Die Viola ist ein portugiesisches Zupfinstrument aus der Familie der Kastenhalslauten. Sie ist größer als ein Cavaquinho und kleiner als eine klassische Gitarre.

## Varianten
Zum westlichen Typ der Viola in Portugal gehören die braguesa, die amarantina und die toeira,  zum östlichen Typ zählen die badurra (oder beiroa) und die campaniça.
Die braguesa und amarantina verfügen über fünf doppelte Chöre in Oktavstimmung (c-g-a-d-g bzw. d-a-h-e-a), die toeira über zwei Dreifach- und drei Doppel-Chöre (a-d-g-h-e). Der Korpus der östlichen Typen ist stärker eingeschnürt, die campaniça verfügt ebenfalls über fünf Doppel-Chöre (c-f-c-e-g), die beiroa ebenfalls über fünf Doppel-Chöre (a-d-g-h-d) und zusätzlich zwei Bordun-Saiten.
Violas werden mit Stahlsaiten in Doppel- oder Dreifach-Chören gespielt. Zum Stimmen werden entweder Mechaniken mit rückständigen Flügeln (wie auf der Abbildung zu sehen) oder die auch bei der portugiesischen Gitarre oder der Waldzither vorkommende laterale Stimmmechanik verwendet. Das Schallloch ist halbkreisförmig, herzförmig oder rund. Der Untersattel nimmt die Saiten mit doppelt oder einfach belegten Knöpfen oder Schrauben auf.

## Begriff
Die portugiesische und brasilianische Viola ist abzugrenzen von der sechssaitigen Gitarre (portugiesisch, insbesondere in Brasilien violão) und der portugiesischen Gitarre (portugiesisch guitarra). Die in einigen Sprache als Viola bezeichnete Bratsche hingegen ist ein Streichinstrument aus der Familie der Armgeigen (Viola da braccio). Beim brasilianischen Musikbogen „Berimbau“ wird die Diskantvriante (also ein relativ hoch klingendes Instrument) als viola bezeichnet.